# Baule
Baule település Franciaországban, Loiret megyében. Lakosainak száma 2005 fő (2022. január 1.). Baule Meung-sur-Loire, Le Bardon, Beaugency, Dry, Lailly-en-Val és Messas községekkel határos.

## Népesség
A település népességének változása:
| Lakosok száma | 1004 | 1288 | 1457 | 1926 | 2044 | 2072 | 2073 | 2065 | 2045 | 2005 |
|               | 1968 | 1982 | 1990 | 2006 | 2013 | 2015 | 2017 | 2019 | 2020 | 2022 |